# Pericoma symphylia
Pericoma symphylia är en tvåvingeart som beskrevs av Quate 1999. Pericoma symphylia ingår i släktet Pericoma och familjen fjärilsmyggor. Inga underarter finns listade i Catalogue of Life.